# 瑞常
瑞常（穆麟德轉寫：žuicang，？—1872年），石爾德特氏，字芝生，號西樵	，諡文端，蒙古鑲紅旗人，清朝官员、進士出身。

## 生平
道光二年，鄉試中舉。道光十二年，登進士，改庶吉士，授翰林院編修。道光十三年，升任翰林院侍講、日講起居注官、翰林院侍讀、右庶子、左庶子。道光十七年，升任侍講學士。次年，任國史館纂修。道光二十年，任日講起居注官、侍講學士、翰林院侍讀學士。道光二十二年，任咸安宮總裁，次年任順天鄉試同考官。詹事府少詹事、文淵閣直閣事。道光二十四年，任光祿寺卿、福建鄉試正考官、內閣學士。道光二十五年，任會試知貢舉、兵部右侍郎，鑲紅旗漢軍副都統。道光二十七年，任馬館監督。道光二十八年，任稽察七倉大臣，署鑲藍旗護軍統領。道光二十九年，任正黃旗護軍統領、兵部左侍郎、右翼稅務監督、正藍旗滿洲副都統、山東鄉試正考官、冊封朝鮮國王正使。道光三十年，任實錄館副總裁、吏部左侍郎、右翼總兵，稽察會同四譯館，并教習庶吉士、正白旗護軍統領。咸豐元年，署正黃旗蒙古副都統、正黃旗護軍統領。咸豐七年，任左都御史，署正紅旗蒙古都統。咸豐八年，任禮部尚書，署正白旗滿洲都統。同年改理藩院尚書，署步軍統領、正藍旗漢軍都統、正藍旗滿洲都統、鑲白旗蒙古都統。同年改刑部尚書。咸豐九年，署鑲藍旗滿洲都統，任殿試讀卷官、順天鄉試副考官。咸豐十年，任殿試讀卷官、教習庶吉士，任京城巡防大臣、署理鑲藍旗滿洲都統。咸豐十年，任留京辦事大臣。咸豐十一年，任工部尚書、步軍統領、戶部尚書、正藍旗滿洲都統。同治元年，任吏部尚書，管理宗人府銀庫。后署工部尚書，升任協辦大學士。同年任順天鄉試副考官、殿試讀卷官。同治三年，任順天鄉試正考官，后署鑲紅旗滿洲都統，任考試宗室翎緞之大臣。同治四年，任總管內務府大臣，管理咸安宮官學事務。同治五年，任工部尚書，兼署刑部尚書。同治六年，任天津驗米大臣、翰林院掌院學士、順天鄉試副考官。同治七年，任教習庶吉士、刑部尚書，優貢朝考閱卷大臣。同治九年，任順天鄉試副考官。同治十年，任文淵閣大學士、會試覆試閱卷大臣、殿試讀卷大臣、大挑各省舉人大臣，管理刑部事務。同年改任文華殿大學士。有子文暉、弟瑞成。

## 家族
- 始祖石达，三等护卫，从龙入关。
- 世祖色冷尔，三等侍卫，康熙二十二年阵亡，授云骑尉。
- 父雅凌阿，八旗前锋翼领，原任正白旗蒙古佐领。
- 弟瑞成。
- 子文暉，礼部左侍郎、正蓝旗满洲副都统。妻博尔济吉特氏（父正黄旗满洲、大学士琦善）。
- 孙儿丛桂，袭云骑尉，光緖19年科举人。[16]妻博尔济吉特氏（父候补知府耆龄，曾祖正蓝旗满洲、刑部尚书鄂山）。其女石爾德特氏，嫁正蓝旗宗室志頤（父光緒十八年（1892年）壬辰科进士寶熙）。

## 延伸阅读
[在维基数据编辑]
 《清史稿·卷389》，出自趙爾巽《清史稿》